# Sydney Turner
Sydney Turner (New Westminster, 17 agosto 2005) è una ginnasta canadese, vincitrice del bronzo a squadre ai Mondiali di Liverpool nel 2022.